# Santuário da Nossa Senhora da Paz
O Santuário da Nossa Senhora da Paz fica localizado na Terreiro da Luta, freguesia do Monte, concelho do Funchal, na Região Autónoma da Madeira.
Consubstancia-se numa estátua em mármore, com 5 metros de altura sendo assim o maior monumento da Madeira.
É dedicado a Nossa Senhora da Paz e foi erguido após o bombardeamento ao Funchal por submarinos alemães, em 1917. Na altura, realizou-se uma promessa de que, se o clima de paz fosse novamente estabelecido, os madeirenses ergueriam uma estátua em homenagem à Senhora do Monte. Dez anos depois, era dada como construída a estátua em mármore com 5 metros de altura.

## Galeria

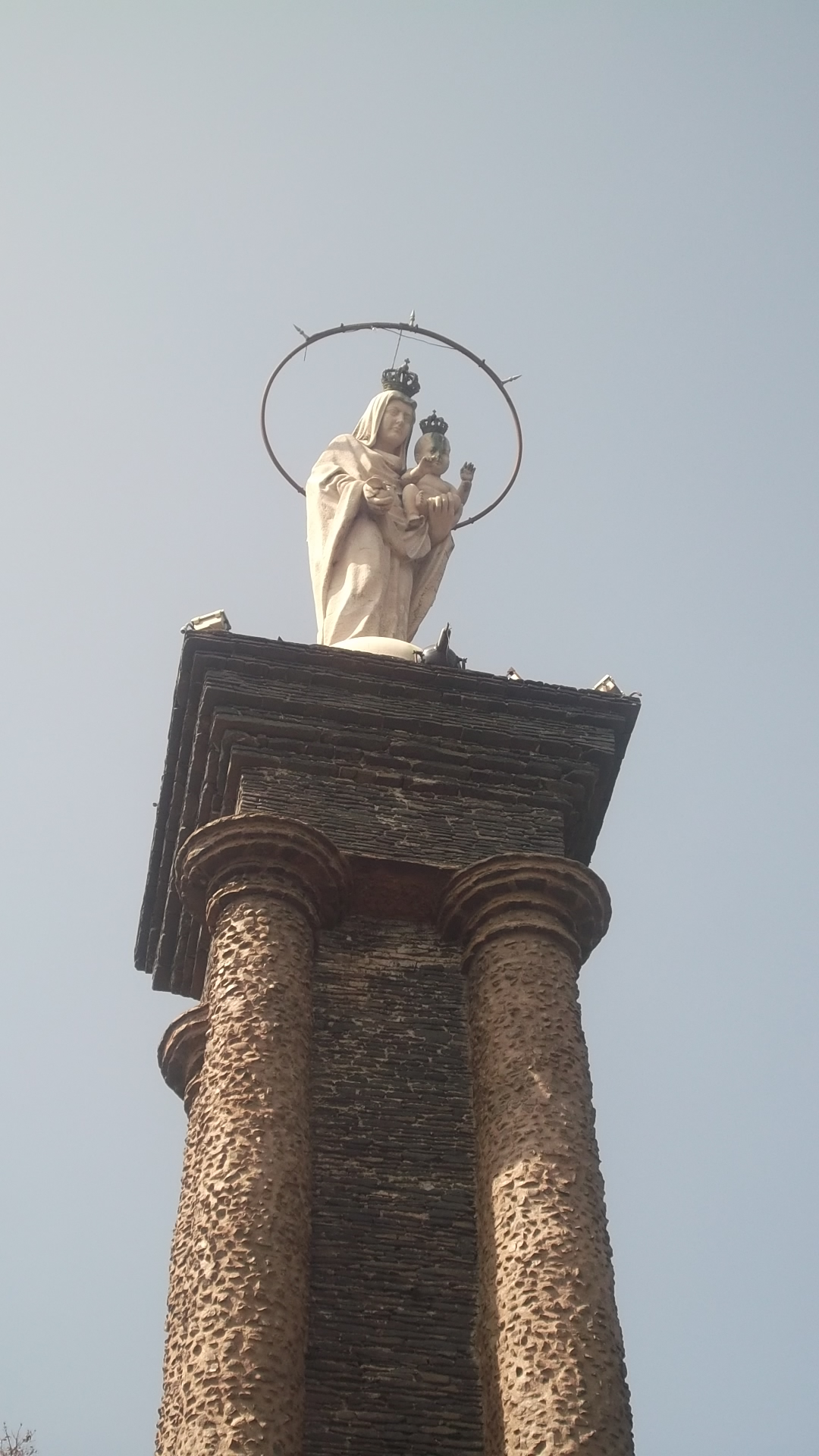
Estátua de mármore de Nossa Senhora da Paz
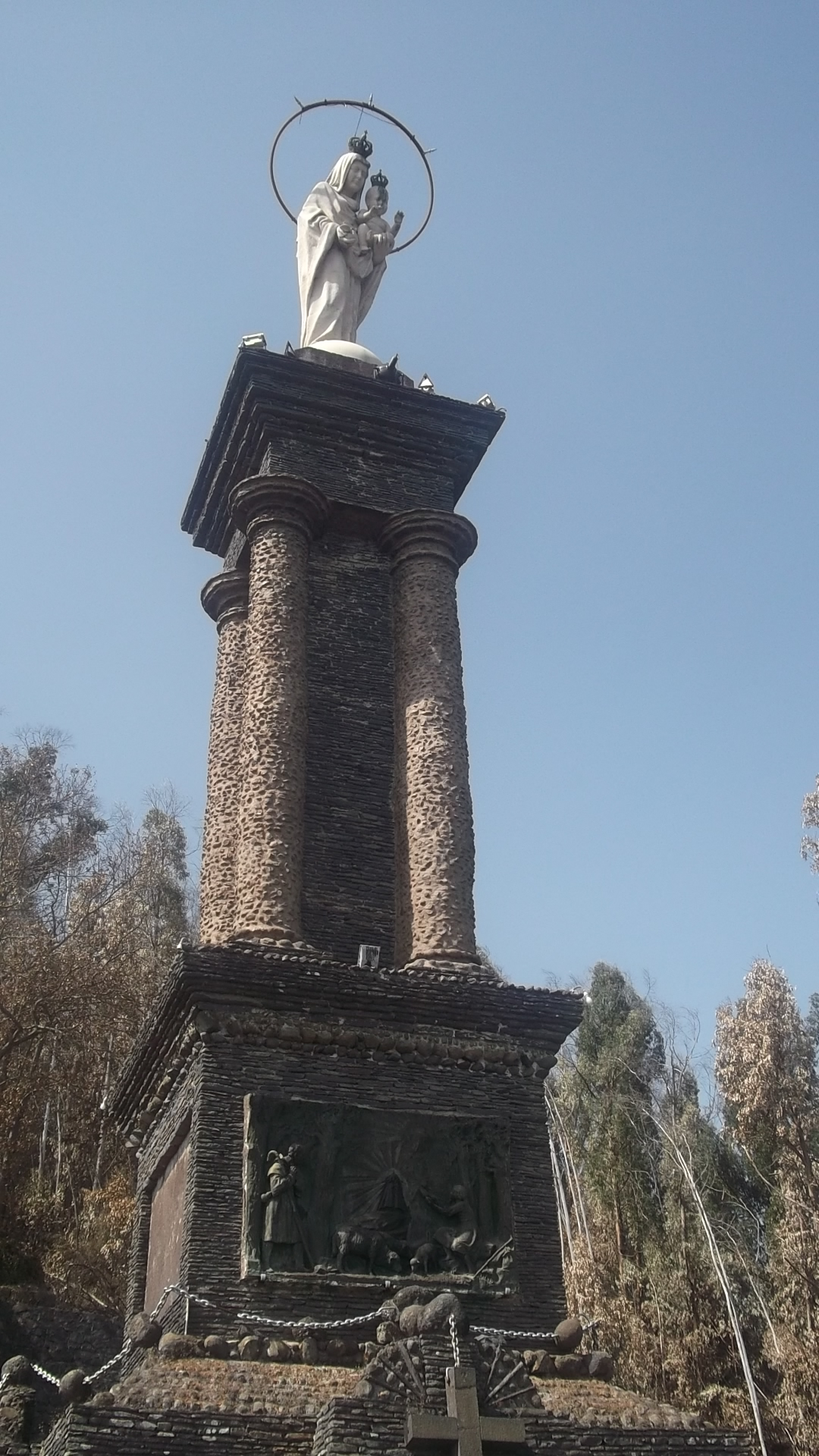
Pormenores do monumento